# جبل بيلي آير
جبل بيلي آير، هو جبل في جبال كاتسكيل من نيويورك إلى الجنوب الغربي من تل الصنوبر. يقع جبل فليشمان في الغرب والشمال الغربي، ويقع جبل مرتفعات برش في الشمال، ويقع جبل بالسام وجبل هاينس جنوب جبل بيلي آير.